# 外郎餅

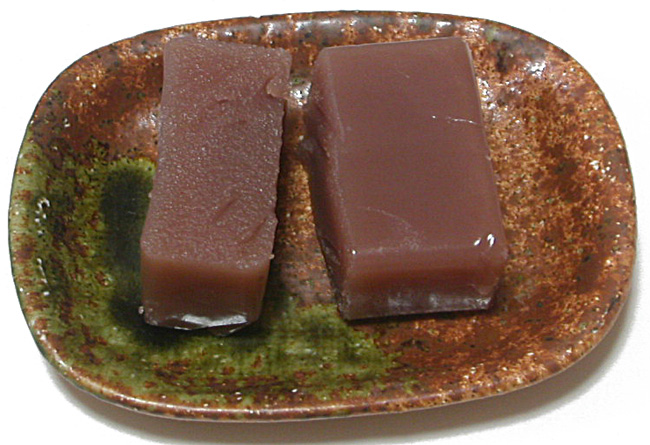
名古屋产外郎饼

外郎餅（日语：／ Uirō-mochi */?）是日本的一種蒸製糕點（菓子），有小田原、名古屋、伊勢、京都、神户等众多地方特色种类，主要材料为米粉、砂糖等，口感軟糯潤滑，口味微甜。关于外郎餅的起源，有中国起源和日本本土起源两説。